# Yara Vlaswinkel
Yara Vlaswinkel (Zevenaar, 21 juni 2005) is een Nederlands handbalspeelster die sinds 2024 uitkomt voor het Duitse TuS 97 Bielefeld-Jöllenbeck.

## Carrière

### Club
Vlaswinkel kwam sinds haar dertiende uit in de jeugd van VOC Amsterdam. In 2021 stapte Vlaswinkel over naar eredivisionist HandbaL Venlo. In 2022 werd ze landskampioen met de Venlose handbalclub. Twee jaar later werd Vlaswinkel opnieuw landskampioen. Na haar tweede landskampioenschap maakte Vlaswinkel de overstap naar TuS 97 Bielefeld-Jöllenbeck, actief in de derde Bundesliga.